# Tòa án nhân dân tỉnh Quảng Bình
Tòa án nhân dân tỉnh Quảng Bình là cơ quan xét xử cấp thứ ba trong hệ thống tòa án nhân dân bốn cấp của Nhà nước Việt Nam ở tỉnh Quảng Bình.

## Trụ sở
Trụ sở Tòa án nhân dân tỉnh Quảng Bình ở địa chỉ: Đường Trần Quang Khải, Phường Nam Lý,  TP Đồng Hới, tỉnh Quảng Bình.

## Tổ chức

### Ban lãnh đạo
- Chánh án
- 2 Phó Chánh án

### Các phòng và đơn vị trực thuộc
- Văn phòng
- Tòa Hình sự
- Tòa Dân sự
- Tòa Kinh tế
- Tòa Lao động
- Tòa Hành chính
- Phòng GĐKT
- Phòng Tổ chức cán bộ

### Các tòa án quận huyện
- Tòa án nhân dân thành phố Đồng Hới
- Tòa án nhân dân huyện Bố Trạch
- Tòa án nhân dân huyện Lệ Thủy
- Tòa án nhân dân huyện Minh Hóa
- Tòa án nhân dân huyện Quảng Ninh
- Tòa án nhân dân huyện Quảng Trạch
- Tòa án nhân dân huyện Tuyên Hóa

## Lãnh đạo hiện nay
- Chánh án: Nguyễn Thanh Xuân
- Phó Chánh án:
  - Hoàng Quảng Lực
  - Phạm Thị Hoa Mai
  - Nguyễn Hữu Tuyến

## Chánh án qua các thời kì
- Nguyễn Văn Thìn
- Nguyễn Thanh Xuân (từ ngày 23 tháng 7 năm 2012 đến nay)